# بطاطا بالكزبرة
بطاطا بالكزبرة هي وصفة من أشهر المقبلات في المطبخ اللبناني، إنها سريعة التحضير وغالباً ما تكون موجودة على المائدة خاصّةً في المطاعم كجزء من المازة اللبنانية. تحضّر من البطاطس والثوم والكزبرة وعصير الليمون الحامض والبابريكا والزيت والملح. يمكن تزيين الطبق بالبقدونس المفروم.
تحتوي حصة البطاطا بالكزبرة (120غ تقريبًا) على المعلومات الغذائية التالية:
- السعرات الحرارية: 215
- الدهون: 5
- الدهون المشبعة: 0
- الكوليسترول: 0
- الكاربوهيدرات: 39
- البروتينات: 5

## وصلات خارجية
وصفة بطاطا بالكزبرة مع معلوماتها الغذائية